# Avenue du Square
L'avenue du Square est une voie privée de la villa Montmorency dans le 16e arrondissement de Paris, en France.

## Situation et accès
L'avenue du Square est une voie privée située dans la villa Montmorency qui débute au 27, rue Pierre-Guérin et se termine au 69, boulevard de Montmorency.

L'avenue, au milieu de la villa Montmorency.

## Origine du nom
Elle porte ce nom car elle conduit à un square de la villa Montmorency.

## Historique
Cette voie est ouverte sur le domaine où se trouvait autrefois le château de Boufflers et son parc, vendus en 1852 afin de permettre l'aménagement de la gare d'Auteuil et de la villa Montmorency voisine,.